# Budynek przy ul. Szosa Chełmińska 49/51 w Toruniu
Budynek przy ul. Szosa Chełmińska 49/51 w Toruniu – budynek z XIX wieku znajdujący się przy ul. Szosa Chełmińska na Chełmińskim Przedmieściu w Toruniu.
Budynek powstał w 1869 roku. Jej pierwszym właścicielem był kupiec drzewny Louis Angermann. W 1892 roku Angermann sprzedał budynek spółce Ulmer & Kaun, należącej do architekta Brunona Ulmera i mistrza budowlanego Fritza Kauna. W budynku typu willowym mieszkał Fritz Kaunz z rodziną. Budynek przebudowywano w latach 1896–1898 i 1913.  W 2021 roku dom wpisano do rejestru zabytków.
Od strony południowej budynek sąsiadował z innym, będący początkowo stajnią. W następnych latach w budynku mieścił się garaż, mieszkanie oraz biuro przedsiębiorstwa Ulmer & Kaun. Budynek ten nie zachował się do czasów współczesnych. 